# Volby do Sněmovny národů Federálního shromáždění 1976
Volby do Sněmovny národů Federálního shromáždění 1976 se konaly v Československu 22. a 23. října 1976. 

## Popis voleb a dobových souvislostí
Šlo o součást voleb do zastupitelských orgánů ČSSR, v nichž se volili poslanci na místní, okresní, krajské, republikové (ČNR, SNR) i federální úrovni. Šlo o druhé volby do Sněmovny národů Federálního shromáždění pro provedení federalizace Československa a druhé volby konané v Československu po invazi vojsk Varšavské smlouvy roku 1968 a nástupu normalizace.
Volby skončily jednoznačným vítězstvím jednotné kandidátní listiny Národní fronty, která získala do Sněmovny národů 99,97 % hlasů.

## Volební obvody
- Federální shromáždění - celkem 350 členů (poslanců), z toho:
  - Sněmovna národů - 150 volebních obvodů, 1 obvod = 1 poslanec (75 ČSR a 75 SSR)

## Volební výsledky
| Subjekt                        | Počet hlasů celkem | Volební účast v % | Hlasů pro Národní frontu | Platné v % | Počet mandátů |
| ------------------------------ | ------------------ | ----------------- | ------------------------ | ---------- | ------------- |
| Národní fronta Čechů a Slováků | 10 617 152         | 99, 7%            | 10 605 611               | 99,97      | 150           |

Ve volbách mohlo volit celkem 10 649 261 oprávněných voličů. Z nich se voleb zúčastnilo 10 617 152 voličů a pro kandidátku Národní fronty hlasovalo 10 605 611 voličů (z toho 7 383 927 v České socialistické republice - 99,96 %, a 3 221 684 v Slovenské socialistické republice - 99,98 % hlasů).

## Zvolení poslanci
Ze 150 členů (poslanců) bylo ve Sněmovně národů:
podle pohlaví
- 41 žen
- 109 mužů

podle věku
- 25 do 35 let
- 72 mezi 36 a 50 lety
- 48 mezi 51 a 60 lety
- 5 nad 60 let

podle profese
- více než polovina poslanců pracovala v průmyslové a zemědělské výrobě